# Sam Browne

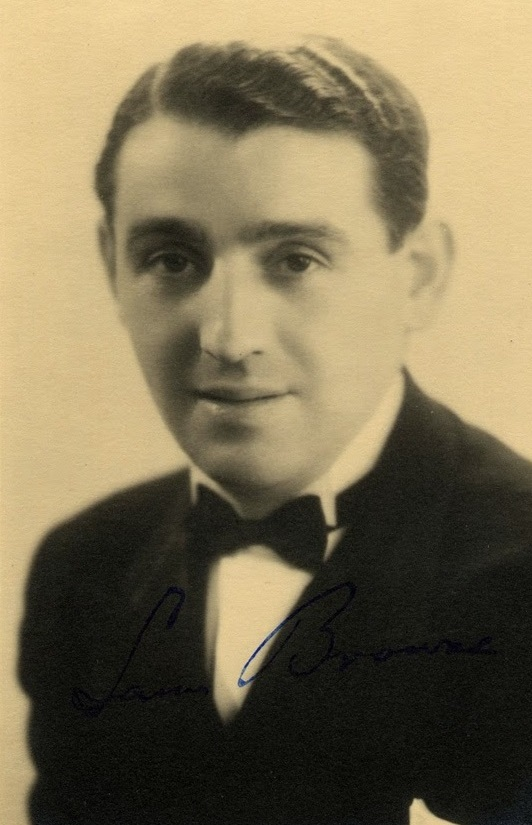
Sam Browne i mitten av 1930-talet.

Sam Browne, född den 25 juli 1899 i Stepney, London, död den 2 mars 1972 i Highgate, London, var en brittisk sångare i croonerfacket. Han var främst engagerad i Bert Ambroses orkester.
Browne växte upp i en fattig familj med elva barn. Han visade tidigt en musikalisk ådra, och efter att ha gjort militärtjänst under första världskriget fick han engagemang hos olika lokala orkestrar i och omkring London. Hans genombrott kom 1928 då han engagerades av den mycket populäre orkesterledaren Jack Hylton, men vilken han samma år gjorde sin skivdebut.
Efter två år (och mer än hundra skivinspelningar) hos Hylton flyttade Browne över till en annan av tidens mest kända orkesterledare, Bert Ambrose, hos vilken han i en första omgång blev kvar till 1937 men fortsatte att framträda med till och från in på 1940-talet. Brownes allra första skivinspelning med Ambrose blev en historisk sådan: på repertoaren stod nämligen den första inspelningen någonsin av Johnny Greens blivande jazzstandard Body and Soul. Många ytterligare skivinspelningar skulle följa parallellt med orkesterns regelbundna liveframträdanden på det fashionabla Mayfair Hotel. Från de senare gjordes ofta livesändningar i BBC, vilket ytterligare bidrog till att etablera Browne som en av 1930-talets populäraste vokalister. Särskilt populära var, enligt Albert McCarthy, Brownes duetter med sångerskan Elsie Carlisle. Ambroseorkestern turnerade också i Europa.
Vid sidan av engagemanget hos Ambrose var Browne flitigt verksam som frilansande studiovokalister hos en lång rad skivbolag och orkesterledare, däribland Harry Bidgood, Billy Cotton, Henry Hall, Ray Noble och Harry Roy. Eftersom hans insats på dessa skivor ofta doldes under pseudonymer är det svårt att beräkna exakt hur många inspelningar Browne gjorde totalt, men en uppskattning pekar på en siffra klart över tusen skivsidor. 
Under andra världskriget framträdde Browne bland annat i den långlivade radioserien Hi Gang tillsammans med det äkta skådespelarparet Bebe Daniels och Ben Lyon (han medverkade 1941 också i en långfilm baserad på radioserien). Efter kriget fortsatte han att uppträda både inför publik och på skiva, men under 1950-talet dalade hans popularitet, och han började försörja sig på andra yrken. Som passionerad spelare drev han ett tag till och med en olaglig vadslagningsverksamhet. 
Diskografen Brian Rust, vilken under en period var kollega med Browne efter dennes aktiva tid inom musiken har betecknat denne som "en av de mest anspråkslösa av alla de populära artister jag någonsin mött".